# Grawimetr
Grawimetr – urządzenie stosowane do pomiarów lokalnego przyśpieszenia grawitacyjnego, tj. w miejscu gdzie dokonuje się pomiaru. Wyróżniamy grawimetry absolutne (do pomiaru wartości absolutnych) i względne (do określenia różnicy przyspieszenia w różnych miejscach).

## Pomiar absolutny

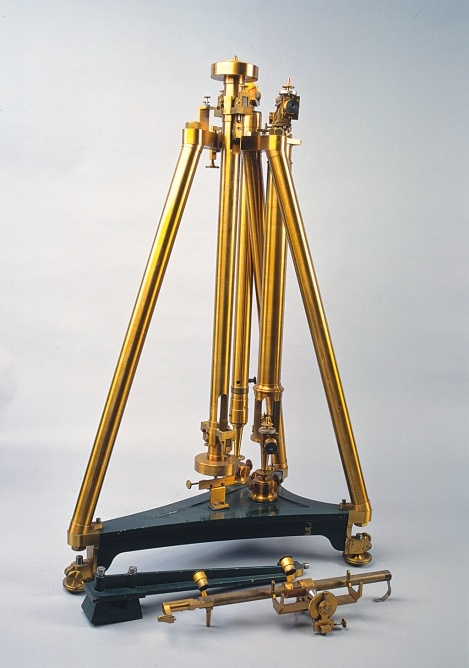
Grawimeter z wahadłem Repsolda-Bessela

Początkowo pomiary absolutne oparte były na pomiarach okresów drgań wahadeł. Pomiary te były długotrwałe i miały dokładność mniejszą niż pomiary względne wykonywane za pomocą grawimetrów statycznych. Dlatego absolutną wartość wyznaczono w kilku wybranych miejscach (np. w Europie Środkowej w Poczdamie), zaś wartości w innych miejscach określano, mierząc różnice pomiędzy Poczdamem i danym miejscem. 
Obecnie do pomiarów absolutnych wykorzystuje się pomiar przyspieszenia ciała podczas swobodnego spadku w próżni. Pozwala to na szybkie i dokładne pomiary. Spadającym ciałem jest lustro, którego prędkość jest określana za pomocą laserowego interferometru.

## Pomiar względny
Do pomiarów względnych przyśpieszenia ziemskiego służy grawimetr statyczny. Pomiar opiera się na zmierzeniu zniekształceń elementów sprężystych systemów pomiarowych pod wpływem siły ciężkości.
Najprostszy model grawimetru statycznego stanowi pionowa sprężyna obciążona stałą masą. Zmiana siły ciężkości obciążnika powoduje zmianę długości sprężyny. Równanie równowagi statycznej takiego modelu ma postać:
{\displaystyle mg=k(l-l_{0}),}
gdzie:
{\displaystyle g} – przyspieszenie grawitacyjne w miejscu pomiaru,
{\displaystyle m} – masa ciała zawieszonego na sprężynie,
{\displaystyle k} – stała sprężystości sprężyny,
{\displaystyle l} – długość sprężyny obciążonej,
{\displaystyle l_{0}} – nieobciążonej.
Poprzez różniczkowanie tego równania otrzymuje się liniową zależność pomiędzy małą zmianą przyspieszenia {\displaystyle \delta g} i zmianą długości sprężyny {\displaystyle \delta l{:}}
{\displaystyle \delta g={\frac {g}{l-l_{0}}}\delta l.}
We współczesnych grawimetrach statycznych znalazł zastosowanie bardziej złożony system pomiarowy.

## Grawimetr nadprzewodzący
Zasada działania oparta jest na obserwacji położenia kuli z niobu zawieszonej w polu magnetycznym wytworzonym przez cewki z niobu (niob jest nadprzewodnikiem w bardzo niskich temperaturach). Służy do pomiarów względnych z dużą dokładnością.

## Poprawki pomiarów grawimetrami
Poprawki eliminujące wpływ warunków zewnętrznych:
- poprawka ze względu na temperaturę – grawimetr powinien być kalibrowany w różnych temperaturach, do obliczeń należy przyjmować współczynnik temperatury; dla systemu mierzącego stosuje się kompensację i izolację termiczną;
- poprawka ze względu na ciśnienie atmosferyczne – zmiana ciśnienia atmosferycznego (na skutek ruchu mas powierza) powoduje deformacje skorupy ziemskiej, a tym samym i przyspieszenia grawitacyjnego; bada się zależność zmian przyspieszenia grawitacyjnego od ciśnienia metodą teoretyczną i eksperymentalną;
- poprawka pływowa – deformacje spowodowane oddziaływaniem Księżyca i Słońca powodują na skorupie ziemskiej rozbieżności 40–60 cm na lądach i 10 cm na oceanach; aby obliczyć poprawkę wprowadza się dane: współczynnik grawimetru, przyspieszenie ziemskie, paralaksę równikową i odległości zenitalne Księżyca i Słońca.

Poprawki instrumentalne:
- nieliniowość skali licznika grawimetru – wyznaczana podczas kalibracji i dodawana do odczytu grawimetru.
- poprawka chodowa – dryft polega na zmianie miejsca zera grawimetru i dlatego wprowadzamy czas pomiaru. W celu ustalenia poprawek, obserwacje na tych samych punktach powtarzamy w określonych odstępach czasu.